# NGC 1163
NGC 1163 ist eine Balken-Spiralgalaxie in Kantenstellung vom Hubble-Typ SBbc im Sternbild Eridanus am Südsternhimmel. Sie ist schätzungsweise 100 Millionen Lichtjahre von der Milchstraße entfernt und hat einen Durchmesser von etwa 65.000 Lichtjahren. 
Das Objekt wurde am 31. Oktober 1885 von Francis Leavenworth entdeckt.